# Libanon az 1956. évi téli olimpiai játékokon
Libanon az olaszországi Cortina d’Ampezzóban megrendezett 1956. évi téli olimpiai játékok egyik részt vevő nemzete volt. Az országot az olimpián 2 sportágban 3 sportoló képviselte, akik érmet nem szereztek.

## Alpesisí
Férfi
| Versenyző       | Versenyszám      | 1. futam | 1. futam | 2. futam | 2. futam | Összesítés | Összesítés |
| Versenyző       | Versenyszám      | Idő      | Hely.    | Idő      | Hely.    | Idő        | Helyezés   |
| --------------- | ---------------- | -------- | -------- | -------- | -------- | ---------- | ---------- |
| Ibrahim Geagea  | Lesiklás         |          |          |          |          | 4:33,1     | 42.        |
| Ibrahim Geagea  | Műlesiklás       | 2:49,7   | 59.      | 3:18,9   | 57.      | 6:08,6     | 57.        |
| Ibrahim Geagea  | Óriás-műlesiklás |          |          |          |          | 4:10,0     | 71.        |
| Georges Gereidi | Óriás-műlesiklás |          |          |          |          | 5:34,8     | 86.        |
| Jean Keyrouz    | Lesiklás         |          |          |          |          | 4:57,6     | 43.        |
| Jean Keyrouz    | Műlesiklás       | kizárták | kizárták | kiesett  | kiesett  | kiesett    | kiesett    |
| Jean Keyrouz    | Óriás-műlesiklás |          |          |          |          | 4:40,6     | 81.        |

## Sífutás
Férfi
| Versenyző       | Versenyszám | Eredmény | Helyezés |
| --------------- | ----------- | -------- | -------- |
| Georges Gereidi | 15 km       | kizárták | kizárták |